# Francisco de Aguirre
Francisco de Aguirre de Meneses (Talavera de la Reina, 1508 — La Serena, 1581) foi um conquistador espanhol de participação destacada na conquista do Chile
Filho de Hernando de la Rúa e de Constanza Meneses, juntou-se ainda jovem às tropas de Carlos V, participando da Batalha de Pavia e do assalto à Roma (1527). Mudou-se para o Peru, onde conheceu Pedro de Valdivia, a quem acompanhou em sua conquista do Chile (1540).